# Draeculacephala balli
Draeculacephala balli är en insektsart som beskrevs av Van Duzee 1915. Draeculacephala balli ingår i släktet Draeculacephala och familjen dvärgstritar. Inga underarter finns listade i Catalogue of Life.